# Corriere del Ticino
Pour les articles homonymes, voir Ticino.
Corriere del Ticino (en italien, Courrier du Tessin) est un quotidien généraliste suisse italophone publié à Muzzano, dans le canton du Tessin.

## Historique
Fondé en 1891 par Agostino Soldati, le Corriere del Ticino appartient à la maison d'édition du même nom.

### Tirage
- 2022 : 29 378 exemplaires[2]
- 2020 : 32 000 exemplaires[3]